# Mięśnie goleni
Mięśnie goleni – w anatomii człowieka grupa mięśni kończyny dolnej, położonych w obrębie goleni. Wyróżnia się wśród nich grupę przednią, boczną i tylną, a wśród tej ostatniej warstwę powierzchowną i warstwę głęboką.

## Grupa przednia mięśni goleni
Mięśnie tej grupy odpowiadają głównie za: 
- prostowanie (zginanie grzbietowo) stopy w stawie skokowym górnym,
- prostowanie palców,
- ewersję stopy (uniesienie brzegu bocznego stopy)[2].

W tej grupie znajdują się następujące mięśnie:
- mięsień piszczelowy przedni (łac. musculus tibialis anterior) – prostuje (zgina grzbietowo) stopę w stawie skokowym górnym i powoduje inwersję w stawie skokowym dolnym.
- mięsień prostownik długi palców (łac. musculus extensor digitorum longus) – prostuje paluch i prostuje (zgina grzbietowo) stopę w stawie skokowym górnym.
- mięsień strzałkowy trzeci (łac. musculus peroneus tertius, musculus fibularis tertius) – prostuje stopę w stawie skokowym górnym i pomaga w ewersji stopy w stawie skokowym dolnym.
- mięsień prostownik długi palucha (łac. musculus extensor hallucis longus) – prostuje paluch i prostuje stopę w stawie skokowym górnym.

Unerwione są przez nerw strzałkowy głęboki, unaczynione przez tętnicę piszczelową przednią.

## Grupa boczna mięśni goleni
Mięśnie tej grupy powodują głównie ewersję stopy (uniesienie brzegu bocznego stopy).
- mięsień strzałkowy długi (łac. musculus peroneus longus, musculus fibularis longus) – powoduje ewersję stopy i słabo zgina (podeszwowo) stopę w stawie skokowym górnym.
- mięsień strzałkowy krótki (łac. musculus peroneus brevis, musculus fibularis brevis) – powoduje ewersję stopy i słabo zgina (podeszwowo) stopę w stawie skokowym górnym.

Unerwione są przez nerw strzałkowy powierzchowny, unaczynione przez tętnicę strzałkową i tętnicę piszczelową przednią.

## Grupa tylna mięśni goleni
Mięśnie tej grupy odpowiadają głównie za:
- zginanie (podeszwowo) stopy w stawie skokowym górnym,
- zginanie palców,
- inwersję stopy (uniesienie brzegu przyśrodkowego stopy)[2].

Znajdują się tu następujące mięśnie:

### Warstwa powierzchowna
- mięsień brzuchaty łydki (łac. musculus gastrocnemius) – zgina (podeszwowo) stopę w stawie skokowym górnym, unosi piętę podczas chodzenia, zgina podudzie w stawie kolanowym.
- mięsień płaszczkowaty (łac. musculus soleus) – zgina (podeszwowo) stopę w stawie skokowym górnym, ustala kończynę dolną na podłożu.
- mięsień podeszwowy (łac. musculus plantaris) – słabo pomaga mięśniowi brzuchatemu łydki w zginaniu stopy w stawie skokowym i w zginaniu kolana.

Ścięgna końcowe mięśnia brzuchatego łydki i mięśnia płaszczkowatego łączą się w silne ścięgno piętowe (Achillesa), które przyczepia się do guza piętowego.

### Warstwa głęboka
- mięsień podkolanowy (łac. musculus popliteus) – słabo zgina podudzie w stawie kolanowym oraz dokonuje jego odblokowania.
- mięsień zginacz długi palców (łac. musculus flexor digitorum longus) – zgina cztery boczne palce i zgina (podeszwowo) stopę w stawie skokowym górnym, podtrzymuje łuk podłużny stopy.
- mięsień piszczelowy tylny (łac. musculus tibialis posterior) – zgina (podeszwowo) stopę w stawie skokowym górnym i powoduje jej inwersję.
- mięsień zginacz długi palucha (łac. musculus flexor halucis longus) – zgina paluch we wszystkich stawach i słabo zgina (podeszwowo) stopę w stawie skokowym górnym, podtrzymuje łuki podłużne stopy.

Grypa tylna mięśni goleni unerwiona jest przez gałęzie nerwu piszczelowego, a unaczyniona przez gałęzie tętnicy podkolanowej, tętnicę piszczelową tylną i tętnicę strzałkową. 